# Niño de Mojokerto
El niño de Mojokerto, también conocido como Mojokerto 1, Perning 1 o simplemente Mojokerto, es el fósil de una calvaria de un menor de humano antiguo. Fue descubierto en febrero de 1936 cerca de Mojokerto (Java Oriental, Indonesia) por un miembro de un equipo de excavación dirigido por Ralph von Koenigswald. Von Koenigswald primero llamó a la muestra Pithecanthropus modjokertensis, pero pronto cambió el nombre a Homo modjokertensis porque Eugène Dubois, el descubridor del Hombre de Java, entonces llamado Pithecanthropus erectus, no estuvo de acuerdo en que el nuevo fósil fuera un Pithecanthropus. La calvaria ahora se identifica como perteneciente a la especie Homo erectus.
El niño de Mojokerto ha sido el más controvertido de los primeros fósiles humanos que se encontraron en Indonesia. Su edad y hasta el sitio exacto de su descubrimiento han sido muy discutidos. Primero se pensó en menos de 1,00 Ma (millones de años) de antigüedad, en 1994 se afirmaba, sobre la base de lo que entonces era un nuevo método de datación, que el cráneo tenía alrededor de 1,81 Ma de edad. Los autores del trabajo, Carl C. Swisher III y Garniss Curtis, argumentaron que esta fecha tenía amplias implicaciones para nuestra comprensión de las primeras migraciones humanas Fuera de África. En la década de 2000, sin embargo, una nueva investigación archivística y científica identificó la capa precisa de la que el fósil fue excavado en 1936 y demostró de manera concluyente que la fecha más temprana posible del fósil era 1,49 Ma..

## Descubrimiento y nombres

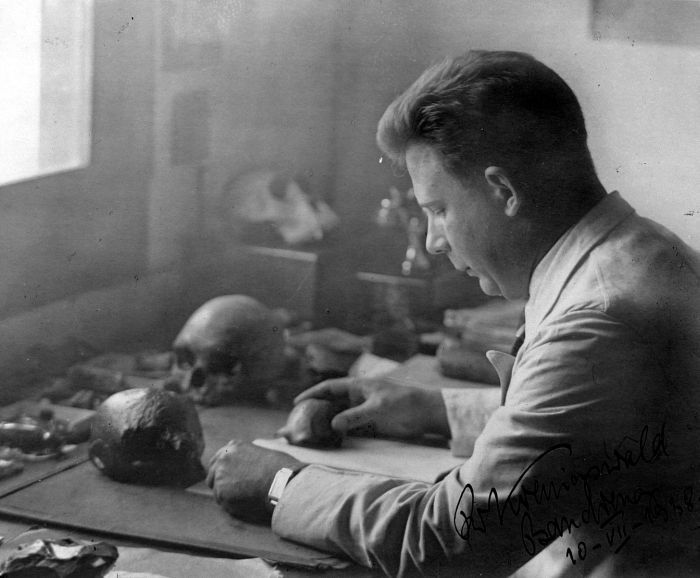
G.H.R. von Koenigswald (1902–1982), cuyo equipo descubrió el niño de Mojokerto.

La calota fosilizada fue descubierta en febrero de 1936 por Andojo - a veces referido como Tjokrohandojo o Andoyo - un indonesio que trabajaba en la excavación de fósiles de animales en Kendeng Hills (Pegunungan Kendeng) en el este de Java en un equipo dirigido por Ralph von Koenigswald. Andojo creyó originalmente que el cráneo pertenecía a un orangután, pero von Koenigswald inmediatamente lo reconoció como humano. Le llamó Pithecanthropus modjokertensis por la cercana ciudad de Mojokerto, que posteriormente se pasó a escribir como «Modjokerto». Eugène Dubois, que había descubierto al hombre de Java en la década de 1890 y lo llamó Pithecanthropus erectus, escribió a von Koenigswald argumentando que si el fósil Mojokerto fuera realmente humano, entonces podría no ser un Pithecanthropus (literalmente, 'hombre-mono'). Así Von Koenigswald renombró su fósil a Homo modjokertensis. Con el tiempo fue clasificado como Homo erectus al igual que el hombre de Java y los numerosos fósiles de humanos tempranos que von Koenigswald y otros encontraron en Sangiran. En Indonesia, el fósil se conoce como Pithecanthropus modjokertensis.
Los dos nombres de catálogo del fósil, Mojokerto 1 y Perning 1 provienen de la ciudad de Mojokerto, al suroeste del sitio cerca de 9,7 kilómetros y de la pequeña aldea de Perning, que está a 10 km al noreste de Mojokerto y 3,5 km al sur del sitio, respectivamente.

## Fecha controvertida
Durante décadas, el niño de Mojokerto, cuyo sexo se desconoce, se consideró no fechable, porque el sitio exacto donde se encontró no se pudo determinar con claridad. En 1985, cuatro lugares diferentes se propusieron como posibles lugares del descubrimiento. Tampoco estaba claro si el fósil había sido excavado o se encuentran en la superficie, lo que lo hacía difícil de datar incluso si el propio sitio se determinaba con certeza.
A principios de 1990 el geocronólogo Garniss Curtis y el paleontólogo Carl C. Swisher III utilizaron el método de datación del argón-argón para proponer una fecha de 1,81 ± 0,04 Ma para el fósil, es decir, 1 810 000 años con un margen de error de más o menos 40 000 años. La muestra de roca -«granos de hornblenda de piedra pómez volcánica que parecía coincidir con el relleno del cráneo»- provenía de un sitio que les mostró, en 1990, Teuku Jacob, un paleoantropólogo indonesio que había estudiado bajo Ralph von Koenigswald. [10] Swisher y Curtis anunciaron sus hallazgos en un artículo que fue publicado en la revista Science en 1994.
La inesperada antigüedad del fósil fue anunciada en, al menos, 221 diarios, incluyendo la primera página de The New York Times y menciones en portada en las revistas Discover, New Scientist y Time. Swisher y conclusión de Curtis fue objeto de acalorados debates, porque significaba que el niño Mojokerto era tan viejo como los ejemplares conocidos más antiguos de África Homo ergaster (también llamado Homo erectus sensu lato), lo que sugiere que el Homo erectus pudo haber dejado África mucho antes de lo pensado, o incluso evolucionado en el sudeste asiático en lugar de África la mayoría de los científicos habían asumido. Pocos críticos cuestionaron el método de datación, pero varios objetaron que, teniendo en cuenta la incertidumbre que rodea al sitio del descubrimiento del fósil, no estaba claro si las muestras de rocas utilizadas para el análisis habían sido tomadas de la ubicación correcta.
En 2003, un artículo publicado por un equipo dirigido por el arqueólogo Mike Morwood presentó 1,49 ± 0,13 Ma como la fecha más antigua posible, sobre la base de «trazas de fisión de granos individuales de zircón». Morwood argumentó que las muestras de roca que Curtis y Swisher fecharon procedían de una capa de piedra pómez situada a 20 metros por debajo del cual se encontró la calota de Mojokerto. El horizonte geológico inmediatamente debajo del fósil -Morwood lo llama "piedra pómez Horizonte 5"- se remonta a 1,49 Ma, mientras que el justo por encima -"piedra pómez Horizonte 6"- se fecha en 1,43 ± 0,1 Ma. En 2006, el arqueólogo australiano Frank Huffman usó fotos y notas de campo de la década de 1930 para identificar el sitio exacto de la excavación y confirmó que el fósil fue efectivamente encontrado entre las dos capas que Morwood había fechado. Han sido ampliamente aceptadas las conclusiones de Huffman y Morwood.